# Ибн Сида
Абу́-ль-Ха́сан Али́ ибн Исмаи́л аль-Мурси́ (араб. أبو الحسن علي بن إسماعيل المرسي‎), более известный как Ибн Си́да (араб. ابن سيده‎; ум. 25 марта 1066 года) — арабский филолог и лексикограф из Мурсии, аль-Андалус (мусульманская Испания). Составил энциклопедию «аль-Китаб аль-Мухассас» («Книга обычаев») и словарь арабского языка «аль-Мухкам ва-ль-мухит аль-а‘зам», который стал основным источником знаменитого словаря «Лисан аль-Араб» Ибн Манзура.

## Биография
Ибн Сида родился в Мурсии. По сведениям Абу Умара ат-Таламанки, Ибн Сида был слепым. Его отец, который тоже был незрячим, был незначительным филологом. Начальное образование Ибн Сида получил у своего отца и Саида аль-Багдади, обучался в Кордове. Также его учителями были Абу Умар ат-Таламанки, Салих ибн аль-Хасан аль-Багдади и др. Был придворным эмира Муджахида аль-Муваффака.
Помимо лингвистики, занимался логикой. Обладал прекрасной памятью, знал наизусть «Гариб аль-мусаннаф» Абу Убайда аль-Касима ибн Саллама. По словам аль-Йаса’ ибн Хазма, Ибн Сида был сторонником шуубии, говорил о превосходстве неарабов над арабами.
Ибн Сида скончался в Дении за четыре дня до окончания месяца раби ас-сани 458 года хиджры (25 марта 1066 года) в возрасте около 60 лет.